# 天主教林堡教区

天主教林堡教區（拉丁語：Dioecesis Limburgensis）是德國西部羅馬天主教一個教區，教座位於兰河畔林堡。屬科隆總教區。成立於1821年8月16日。

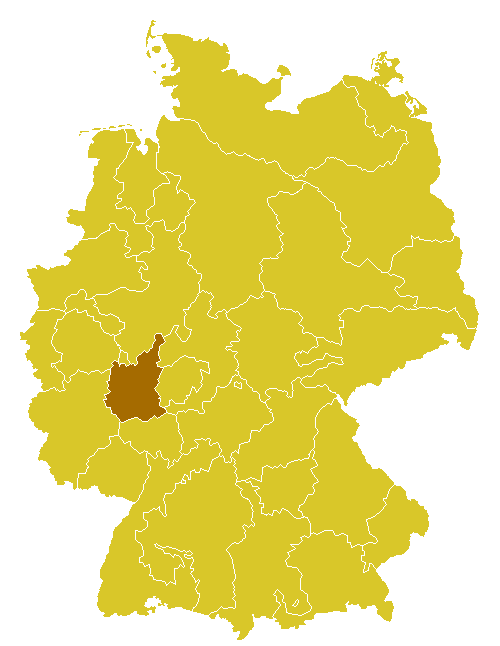
林堡教區管轄範圍圖

教區包括黑森州和萊茵蘭-普法爾茨州的一部份。2008年，有教友669,271人，佔轄區總人口28%、308個堂區、466名司鐸、67名執事、256名修士、733名修女。
教區退休主教方濟各-伯多祿·特巴茲-凡·埃爾斯特因奢華消費習慣和其他財務上違規的行為，而被時任教宗方濟各辭退。教區主教一直懸空至2016年7月，最後由喬治·貝青繼任。
1. ↑  . Zeit Online. 2016-07-01  [2018-12-02]. （原始内容存档于2018-12-02） （德语）.